# Lotte Lesage
Lotte Lesage is een Vlaamse actrice. Ze is bekend van haar rollen in onder andere Thuis.
In 2008 won ze de Nederlandse RVU Radioprijs.
In 2011 speelde ze mee in de soapserie Thuis als Fien Roels, maar acht maanden later verliet ze de soap vanwege haar zwangerschap. Aanvankelijk was ze van plan om drie maanden in Thuis te spelen. Haar personage werd in de serie vermoord.
In februari 2012 werd Lesage moeder van een dochter.